# صلیب سرخ بوروندی
صلیب سرخ بوروندی(به انگلیسی: Burundi Red Cross) در سال ١٩٦٣ تأسیس گردید. دفتر مرکزی این سازمان در بوجومبورا، پایتخت بوروندی واقع شده‌است.